# Philippe Xhrouet
Pour les autres membres de la famille, voir Famille Xhrouet.
Philippe Xhrouet, né en 1725 à Spa (alors principauté de Liège), et mort dans la même ville en 1775, est un peintre sur porcelaine liégeois. 

## Biographie

François Boucher, Madame de Pompadour (1759), Londres, Wallace Collection.

Actif à la Manufacture royale de Sèvres, Philippe Xhrouet créa en 1757 une nouvelle couleur, le rose lilas ou « rose Pompadour ». Dans le même temps naissait sa fille et successeure, Marie-Claude-Sophie Xhrouet (1757-1788). Sous l’impulsion de Madame de Pompadour, cette couleur sera à la mode à la cour de Louis XV, à Versailles, à partir de l’hiver 1758, et particulièrement en vogue de 1758 à 1766. Il semble que ce soit le roi qui s’empressa de nommer ensuite cette couleur «  rose Pompadour ». Serait-ce une réminiscence inconsciente ou un souvenir bien ancré du roi qui croisa pour les premières fois Mme le Normant d’Etiolles en mars 1745 dans la forêt de Sénart, soit « habillée d’une robe d’azur dans un phaéton rose, soit vêtue de rose dans un phaéton bleu » ?
« En 1758, Louis XV, Mme de Pompadour et le prince de Condé achetèrent aux ventes de Noël qui venaient d'être instituées par le roi dans son appartement intérieur, à Versailles, un pot-pourri « à vaisseau » et deux vases « à tête d'éléphant » à fond rose conservés aujourd'hui à New York. Le fond rose était la grande nouveauté de l'exposition de 1758 car bien qu'il ait été mis au point dès l'année précédente par le peintre Philippe Xhrouet, aucune pièce ainsi décorée n'avait été encore vendue. Il fut d'abord dénommé « rose » dans les registres, puis fut appelé « lilas » dès 1760, sans doute parce qu'il se rapprochait du mauve ». On retrouve dans les registres de la Manufacture la description suivante : « un fond couleur de rose très frais et fort agréable ».

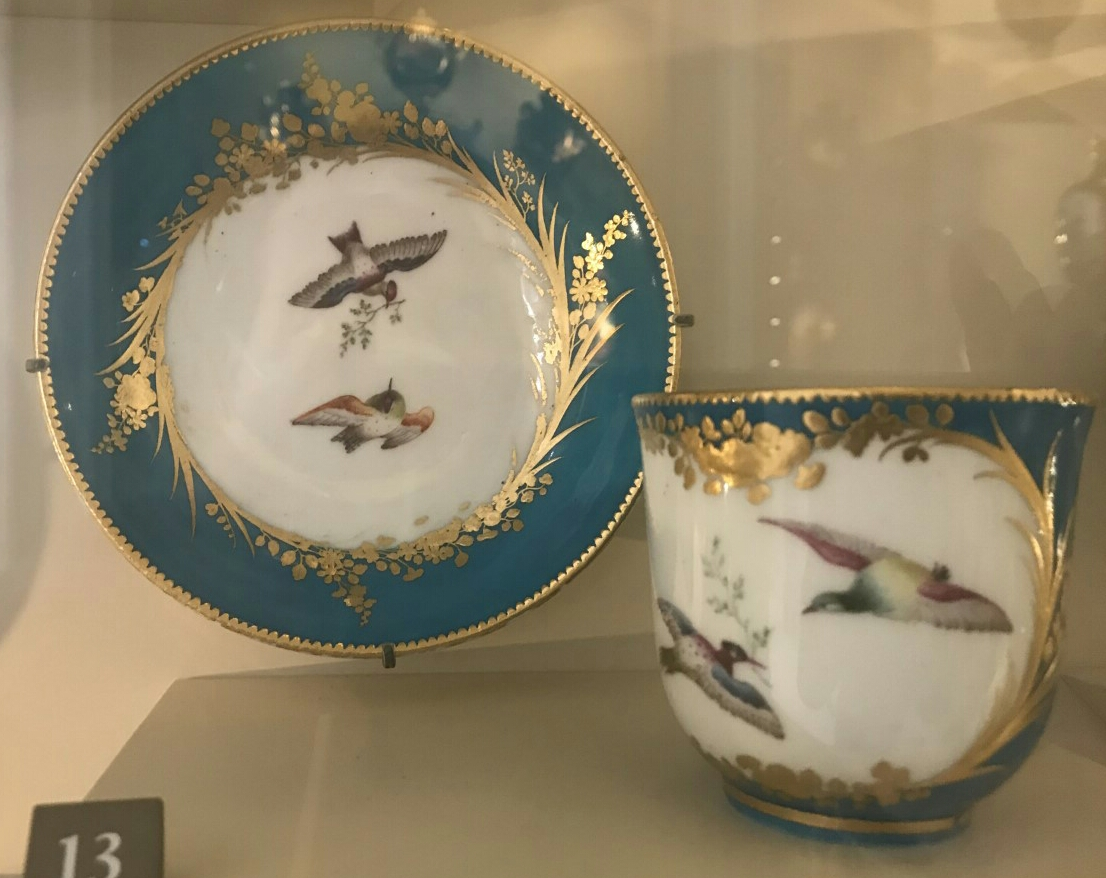
Soucoupe et gobelet de Xhrouet au musée du Louvre.

Philippe Xhrouet entre à la Manufacture de Vincennes en 1750 et se distingue dans la peinture des bordures et des fleurs. De 1750 à 1769, c'est l'apogée de la pâte tendre, époque originale de la porcelaine française qui se dégage de l'influence de la Saxe et de l'Orient, celle où triomphent les peintures d'oiseaux et de fleurs dont Xhrouet est un digne représentant. Les chefs de l’atelier des couleurs furent Hendrick van Hulst (actif 1750-1753) et Jean-Baptiste-Étienne Genest, (actif 1752-1789). Le premier écrit : « Fuir le lourd et le trivial, donner du léger, du fin, du neuf et du varié ». Ces consignes données vers 1750 par le premier directeur artistique de la manufacture, l'académicien Hendrick van Hulst, furent en grande partie respectées par ses successeurs pour qui la Manufacture de Sèvres fut un immense terrain d'investigation. L'atelier des couleurs, comprenant en 1760 une cinquantaine de peintres, se trouvait dans les deux étages des combles de la manufacture.
Louis XV, dans sa course européenne pour la France vers les nouvelles couleurs et le secret de la porcelaine dure, a nommé pour la Manufacture de Sèvres un commissaire du roi pour la chimie, Louis Claude Cadet de Gassicourt (1731-1799). Son frère benjamin, Antoine Cadet de Vaux (1743-1828), deviendra copropriétaire avec N. Xhrouet du premier journal quotidien de France, le Journal de Paris (1777).

## Œuvre
On retrouve chez Philippe Xhrouet un héritage manifeste de l’industrie des « jolités de Spa » : précision de la miniaturisation, maîtrise complète du dessin, connaissance du sujet pastoral.
Il s’y ajoute sans aucun doute l’intérêt particulier pour la découverte de techniques artistiques innovantes qui n’est alors pas non plus étranger à Spa. Rappelons que la dynastie spadoise des « vernisseurs » Dagly s’est illustrée internationalement au XVIIe siècle dans la mise au point d’un nouveau vernis imitant parfaitement la laque de Chine : le vernis Dagly. Jacques Dagly, après avoir travaillé avec son frère Gérard Dagly à la cour de Berlin, vint travailler aux Gobelins à Paris et avec Antoine Watteau en 1713 pour perfectionner ce vernis. Dans le même temps, son aïeul collatéral, Mathieu-Antoine Xhrouet, dessinateur de Spa, réalisait aussi des vélins pour les Gobelins.